# Blauer Steinbruch
Der Blaue Steinbruch ist ein Naturschutzgebiet am westlichen Stadtrand von Ehingen im Alb-Donau-Kreis in Baden-Württemberg. Es entstand aus einem aufgelassenen Steinbruch. Das Naturschutzgebiet hat die Schutzgebietsnummer 4.086 und die Geotop-ID NSG8425056.

## Geschichte
Von 1890 bis 1925 wurde der Steinbruch am Saurücken von der Ehinger Zementfabrik wegen seines hohen Kalkgehaltes ausgebeutet. Zu dieser Zeit war der Betrieb die größte Zementfabrik und bei der Fertigstellung das modernste seiner Art im Königreich Württemberg. Danach blieb das Gelände für Jahrzehnte ungenutzt. 1966 gab es Pläne zur Nutzung als offene Mülldeponie, die aber aus wasserrechtlichen Gründen und wegen erheblichen Widerstands in der Bevölkerung scheiterten. Ein Teil des Geländes wurde später mit Erdaushub verfüllt. Später erkannte man die ökologische Bedeutung des Blauen Steinbruchs und das Regierungspräsidium in Tübingen erklärte 1980 die nicht verfüllten Flächen von 5,2 ha Größe, wovon die Wasserflächen etwa 1,0 ha ausmachen, zum Naturschutzgebiet.
Der Name Blauer Steinbruch rührt von der blauen Farbe des Wassers im Steinbruch, diese ist dadurch verursacht, dass seinerzeit Zementmergel abgebaut wurde und das Wasser einen hohen Ton-Anteil besitzt.

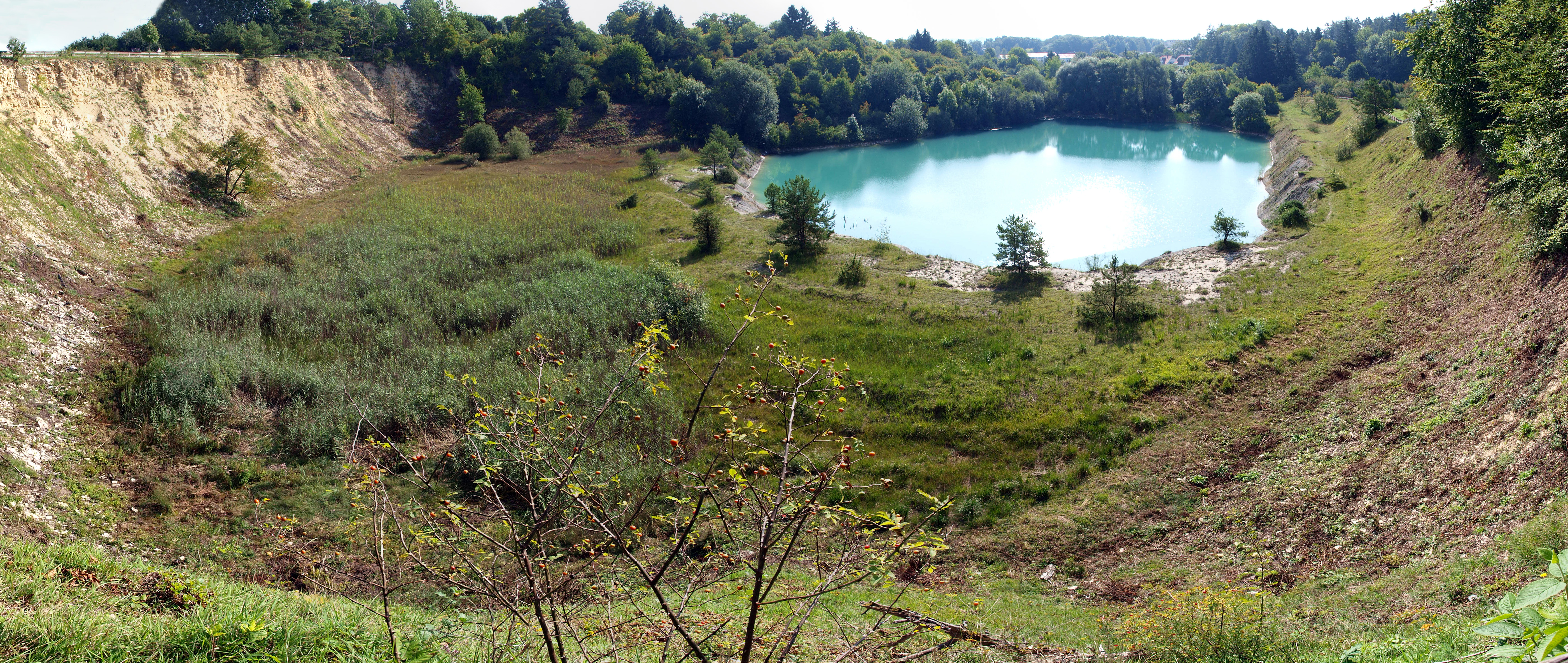
Panoramaaufnahme des Blauen Steinbruchs aus nördlicher Richtung.

## Ökologische Bedeutung

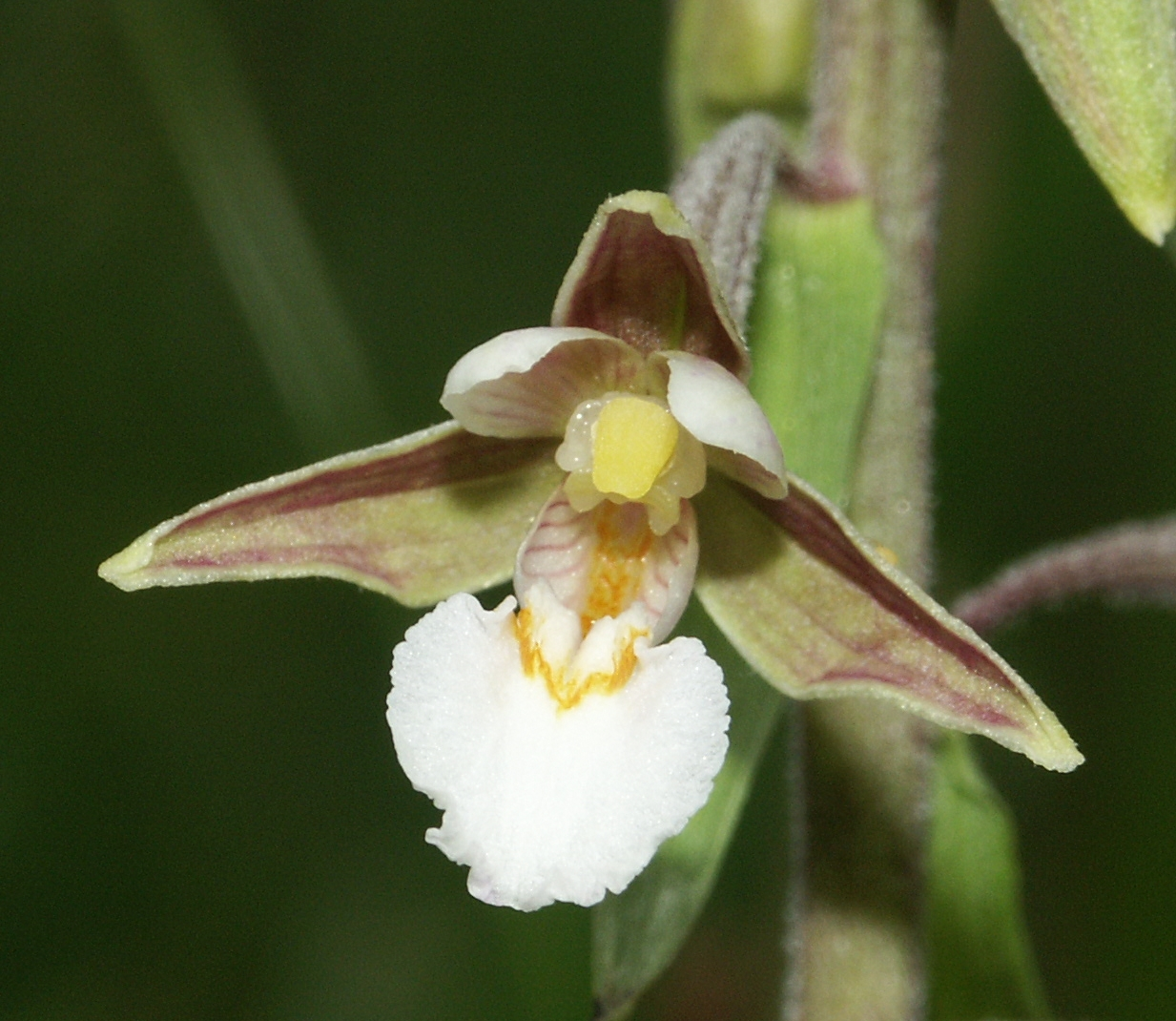
Die Sumpf-Stendelwurz (Epipactis palustris)

Im Naturschutzgebiet Blauer Steinbruch finden sich mehrere Orchideenarten. Die Mücken-Händelwurz ist auf dem Halbtrockenrasen, die Sumpf-Stendelwurz, die Zweiblättrige Waldhyazinthe und das Große Zweiblatt besiedeln dagegen den kalkhaltigen offenen Lehmboden. Auf den sonnigen Hangfluren des Steinbruchs wächst das Helm-Knabenkraut. Im See des Steinbruchs leben acht verschiedene Amphibienarten. Der Zwergtaucher und die Reiherente brüten am See.